# Manuel Pérez Candelario
Manuel Pérez Candelario (ur. 25 maja 1983 w Badajoz) – hiszpański szachista, arcymistrz od 2011 roku.

## Kariera szachowa
W latach 1996–2002 wielokrotnie reprezentował Hiszpanię na mistrzostwach świata i Europy juniorów w różnych kategoriach wiekowych. Dwukrotnie (2003, 2003) zdobył złote medale mistrzostw Hiszpanii juniorów do 20 lat. W 2004 r. wystąpił w drugiej reprezentacji kraju podczas rozegranej w Calvii szachowej olimpiadzie, natomiast w 2005 r. zdobył brązowy medal za indywidualny wynik na IV szachownicy podczas drużynowych mistrzostw Europy w Göteborgu.
W 2003 r. zwyciężył w kołowym turnieju w Pontevedrze, wypełniając pierwszą normę na tytuł arcymistrza. W tym samym roku zajął I m. w rozegranych w Burgos otwartych mistrzostwach Hiszpanii. W 2004 r. zwyciężył w kolejnym międzynarodowym turnieju, rozegranym w Zafrze, zdobywając drugą arcymistrzowską normę. W 2005 r. zajął III m. (za Enrique Rodriguezem Guerrero i Iwanem Czeparinowem) w Dos Hermanas, natomiast w finale indywidualnych mistrzostw Hiszpanii zajął III miejsce i zdobył brązowy medal. W 2010 r. podzielił III m. (za Jean-Pierreem Le Roux i Wasiłem Spasowem, wspólnie z m.in. Fidelem Corralesem Jimenezem i Atanasem Kolewem) w otwartym turnieju w Cáceres, wypełniając trzecią i ostatnią wymaganą normę na tytuł arcymistrza.
Najwyższy ranking w dotychczasowej karierze osiągnął 1 czerwca 2019 r., z wynikiem 2630 punktów.